# William Pleydell-Bouverie (7e comte de Radnor)
William Pleydell-Bouverie, 7e comte de Radnor (18 décembre 1895-23 novembre 1968) est un pair britannique.

## Biographie
Radnor est le fils de Jacob Pleydell-Bouverie (6e comte de Radnor) et de Julian Eleanor Adelaide Balfour. Il fait ses études à Harrow School, et plus tard au Trinity College, Cambridge.
Il épouse Helena Olivia Adeane, fille de Charles Robert Whorwood Adeane et Madeline Pamela Constance Blanche Wyndham, le 11 octobre 1922 et a six enfants. Ils divorcent en 1942.
- Jane Pleydell-Bouverie (14 septembre 1923-21 juillet 2006), épouse Richard Anthony Bethell en 1945
- Belinda Pleydell-Bouverie (15 janvier 1925 - 1961)
- Jacob Pleydell-Bouverie (10 novembre 1927 - 2008)
- Reuben Pleydell-Bouverie (né le 30 décembre 1930)
- Phoebe Pleydell-Bouverie (née le 25 janvier 1932), qui épouse Hubert Beaumont Phipps (1906-1969)
- Harriot Pleydell-Bouverie (née le 18 décembre 1935)

Il se remarie avec Anne Isobel Graham Oakley, fille du lieutenant-colonel Richard Oakley, le 9 octobre 1943 et a un enfant.
- Richard Oakley Pleydell-Bouverie (né le 25 juin 1947), ancien shérif du Hertfordshire en 1998.

Radnor est gouverneur de l'hôpital français. Les comtes successifs de Radnor ont été gouverneurs de l'hôpital du XVIIIe siècle à 2015.